# Відьмак: Кровне походження
«Відьма́к: Кро́вне похо́дження» (англ. The Witcher: Blood Origin) — фентезійний мінісеріал від Netflix, що є відгалуженням і передісторією серіалу «Відьмак». Прем'єра першого сезону відбулась 25 грудня 2022 року.

## Сюжет
Події серіалу розгортатимуться у відьмацькому світі Анджея Сапковського, але за 1200 років до пригод відьмака Ґеральта — під час Кон'юнкції Сфер. Головною героїнею стане войовниця, на ім'я Ейле, котра полишила свій клан і королеву, щоби стати мандрівною музиканткою. Однак згодом дівчині доведеться взятися за зброю.

## Актори та персонажі
| Актор                | Роль                 | Опис                       |
| -------------------- | -------------------- | -------------------------- |
| Софія Браун          | Е́йла (Éile)          | Колишня охорониця королеви |
| Лоуренс О'Фуорейн    | Ф'яль (Fjall)        | Воїн                       |
| Мішель Єо            | Щіан (Scían)         | Ельфа-воїтелька            |
| Ленні Генрі          | Балор                | Верховний друїд            |
| Міррен Мак           | Мервін               |                            |
| Натанієль Кертіс     | Браян                |                            |
| Ділан Моран          | Утрок One-Nut        |                            |
| Джейкоб Коллінз-Леві | Ередін               |                            |
| Ліззі Енніс          | Закаре               |                            |
| Гау Новеллі          | Каллан «Брат Смерть» |                            |
| Франческа Міллс      | Мелдоф               |                            |
| Емі Мюррей           | Фенрік               |                            |
| Зак Вайатт           | Синдріл              |                            |
| Мінні Драйвер        | Сеанчай              |                            |

## Український дубляж
Серіал дубльовано студією «Postmodern» на замовлення компанії «Netflix» у 2022 році.
- Юлія Шаповал — Ейла
- Роман Молодій — Ф'яль
- Марина Локтіонова — Мервін
- Олена Узлюк — Скіан
- Єлизавєта Мастаєва — Мельдоф
- Михайло Войчук — Балор
- Андрій Самінін — Брат Смерть
- Людмила Ардельян — таємнича ельфійка
- Юрій Кудрявець — Синдріл
- Іван Розін — Ередін
- Світлана Шекера — Закаре
- Павло Скороходько — Любисток
- Євгеній Лісничий — Аваллакх
- Дмитро Сова — Альвітір
- Олег Лепенець — Осфар
- Галина Дубок — Ітлінне
- В'ячеслав Скорик — Браян
- Людмила Петриченко — Нів

А також: Дмитро Терещук, Анастасія Павленко, Роман Солошенко, Олександр Солодкий, Аліна Проценко, Тетяна Піроженко, Сергій Юрченко, Валентина Скорнякова, Євген Локтіонов, В'ячеслав Дудко, Дмитро Тварковський, Віталій Ізмалков, Вікторія Левченко, Наталія Романько-Кисельова, Анастасія Чубинська, Євген Анишко
- Режисерка дубляжу — Людмила Петриченко
- Перекладач — Олексій Кондратюк
- Перекладачка пісень — Олена Бабенко
- Музична редакторка — Тетяна Піроженко
- Звукооператор — Андрій Славинський
- Спеціаліст зі зведення звуку — Андрій Славинський

## Виробництво
У липні 2020 року було оголошено, що Netflix дав добро на шестисерійний мінісеріал, приквел до телеадаптації романів Анджея Сапковського. Як шоуранера найняли Деклана де Барра. У січні 2021 року Джоді Тернер-Сміт отримала головну роль у серіалі. У березні до акторського складу приєднався Лоуренс О'Фуарейн, але у квітні Тернер-Сміт була змушена покинути проєкт через конфлікти в розкладі. У липні до касту приєдналася Мішель Єо, а роль, яку звільнила Тернер-Сміт, взяла Софія Браун.
Зйомки серіалу розпочалися в серпні у Великій Британії, тоді ж пройшли додаткові кастинги, після чого до акторів приєдналися Ленні Генрі, Міррен Мак, Натанієль Кертіс та Ділан Моран. Де Бара оголосив про завершення зйомок і розпочав постпродакшн у листопаді 2021 року.
Перший тизер до серіалу вийшов 17 грудня 2021 року як сцена після титрів в останній серії другого сезону серіалу «Відьмак». Тоді ж підтвердилося, що серіал вийде у 2022 році.